# سيد كندي
سيد كندي هي قرية في مقاطعة مراغة، إيران. عدد سكان هذه القرية هو 156 في سنة 2006.